# Esclavitud a l'antic Egipte

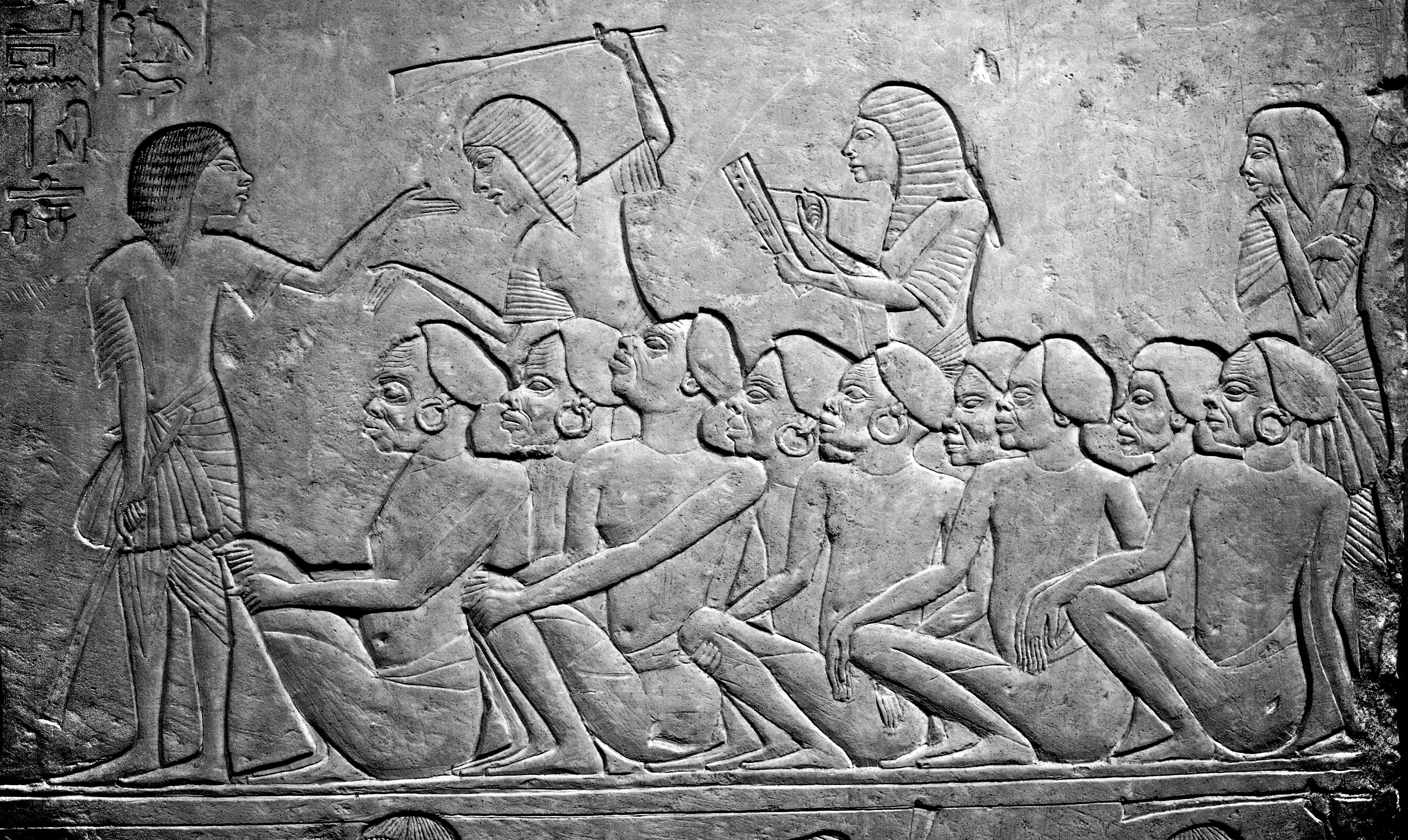
Recompte d'esclaus nubians (Dinastia XVIII) - Museu arqueològic de Bolonya.

Es coneix com esclavitud a l'antic Egipte els diferents règims de servitud existents a la civilització egípcia durant l'antiguitat. El concepte "esclavitud" fa referència a la condició d'un individu que es troba privat de la seva llibertat, i que esdevé la propietat, explotable i negociable com a bé material, d'una altra persona. Segons aquesta definició, els egiptòlegs no s'han pogut posar d'acord sobre l'existència de l'esclavitud a l'Egipte antic, discutint tant la definició com la seva aplicació. Aquests especialistes estan d'acord que l'esclavitud, tal com es practicà a la Grècia antiga, no va existir fins l'arribada del període ptolemaic; no obstant, també concorden en aclarir que sí que van conviure diverses formes de servitud.
Entre les diverses tipologies de servitud existents a Egipte, destaquen els treballs forçats, consistents en l'obligació, per part dels camperols, de treballar en grans obres d'infraestructures, com ara el manteniment dels canals d'irrigació o la construcció de grans edificis monumentals, durant el període en què la crescuda del riu Nil impedia els treballs agrícoles, i pràctica que alguns historiadors consideren una manera d'ocupar la població i evitar actituds ocioses; o les condemnes de dret comú, que en alguns casos també es traduïen en treballs forçats. Aquest estatus es podia, en alguns casos, transmetre de pares a fills.
Tot i així, aquests serfs "obligats" tenien drets legals, i en molts casos podien rebre un salari o, fins i tot, ser ascendits. A més, la violència física era molt poc freqüent i, en cas de patir-la, la víctima podia reclamar davant d'un tribunal. Alguns dels treballadors eren voluntaris, que s'oferien per treballar en famílies de l'alta aristocràcia; o bé persones que havien perdut els diners, que veien aquesta feina com una manera de recuperar la condició social. Finalment, els esclaus domèstics rebien allotjament, menjar, teles, olis i vestits. Es calcula que els esclaus a Egipte no van arribar a superar el 5% de la població.

## Imatge d'Egipte esclavista

### L'esclavitud en la memòria egípcia
La imatge d'un Egipte ocupant una gran quantitat d'esclaus en la construcció dels seus monuments, apareix ja durant l'antiguitat i es manté encara avui dia (a través, principalment, de les pel·lícules històriques de la dècada de 1960). Abans del naixement de l'egiptologia, al segle xviii, l'antic Egipte només es coneixia a través de les històries narrades pels autors grecs (Heròdot, Diodor, etc.) pels quals una societat que havia produït tals obres monumentals no es podria concebre sense l'esclavitud, i pels redactors hebreus de la Bíblia que, segons Damiano-Appia, «tenien la necessitat de crear un rerefons històric capaç d'enfortir la identitat cultural del seu poble». La descripció exagerada de l'esclavitud en el text bíblic no és, doncs, un testimoni històric, sinó una construcció literària que subratlla la idea d'alliberament.

### Un terme « esclavitud » controvertit
| «                                                                | Any 2, segon mes de l'estació akhet, dia 18: testament fet pel sacerdot del temple, superior del clan de Soped i mestre d'Orient, Ouah. Faig un testament en favor de la meva dona.../... Shefet, de cognom Téti, referent a tots els béns que m'ha llegat el meu germà.../...Ankhreni, així com la totalitat del mobiliari en el seu lloc; ras i curt, tot el que em va deixar. Ella ho donarà a qui ella vulgui dels fills que haurà tingut amb mi. Li deixo els tres asiàtics que em va llegar el meu germà.(...) Ella els donarà a qui ella vulgui dels seus fills totn el que vulguin. | » |
| — Tallet P. , Senusret III i el final de la dinastia XII, p. 214 | |   |

El testament d'Ouah (que data dels inicis del regne d'Amenemhet IV) dona fe de la possibilitat de llegar persones de la mateixa manera que es llega mobiliari. Aquesta possibilitat és testificada des del Regne Antic. Les persones són, doncs, propietats explotables i negociables. Tanmateix, l'absència de cosificació completa de la persona crea controvèrsia en l'ús del terme d'« esclau ». Certs autors consideren que les primeres mostres reals d'esclavitud haurien aparegut a principis de la dinastia XVIII (1550 a.C. - 1295 a.C.) La detenció d'esclaus provindria dels captius de guerra que el faraó donava com a botí o recompensa als soldats i als generals vencedors o a altres personatges importants. Per d'altres autors, les primeres vendes d'esclaus stricto-sensu, per ells, s'haurien donat en el decurs de la dinastia XXV. · . Finalment, altres autors daten l'aparició de l'esclavitud a l'Egipte Antiga en la invasió grega liderada per Alexandre el Gran (332 aC) i de l'inici de la dinastia ptolemaica (305 aC).

## Realitat més igualitària
L'any 2000 l'arqueòloga Bernadette Menu, diu:
| « | El tema de l'esclavitud a l'Egipte faraònic ha de revisar-se completament a la llum de les fonts existents: per una part, l'anàlisi del discurs i la iconografia real formal, ens permet entendre millor el destí dels captius de guerra; en segon lloc, la seva reinserció, en un context dels arxius -documents legals- presenten la mida en què les vendes d'esclaus o la venda d'un mateix com a esclau, ens autoritza a interpretar aquests acords com a operacions sobre treball assalariat. D'això es desprèn que els servents - hemou, bakú- són homes lliures, integrats en la maquinària política i econòmica de l'estat, gaudint d'una mobilitat geogràfica i legal, i amb els mateixos drets i deures que la població en general. | » |

Al que respecta més específicament els drets de Ḥm.w (o bȝk.w): 
| « | De fet, hi havia un estat civil, de drets familiars i patrimonials; que podien contractar, demandar, ser demandats o testar davant la justícia, i eren també responsables pel que fa a la fiscalitat, això elimina immediatament qualsevol de les seves condicions d'esclau. Els suposats contractes de "subhastes d'esclaus" que es van produir en l'últim període són, si comparem aquestes transaccions en el seu context d'arxiu de cessions temporals de mà d'obra i serveis, prèviament avaluades i mesurades, poden ser també una transmissió com a part de les successions (...) l'exclusió que caracteritza l'esclavitud no té raó de ser en una societat que practica, al contrari, la integració a tots els nivells. La pràctica del sistema de treball forçat -al qual estava subjecte tota la població- permetia l'obtenció periòdica de dies de treball en benefici de l'estat, de l'administració o dels temples, i amb això es feia innecessari recórrer a la institució de l'esclavitud. | » |

D'acord amb el Dictionnaire de l'Antiquité :
| « | "Oferim la següent definició sobre la llei faraònica: un conjunt de normes comunitàries, dret consuetudinari i jurisprudencial, que ha afermat l'autoritat reial emanada de teòricament de tota exclusiva, mantinguda i garantida pel ritu, d'un déu-rei a la terra i sobre el poble d'Egipte. El concepte de maat, cristal·litza aquest dret basat en l'equitat. | » |

Bernadette Menu proposa la següent definició de maat :«totes les condicions -ordre, victòria, justícia, equitat, prosperitat... - que donen a llum i que renoven la vida; l'ordre sobre l'origen de la vida.».

## Les formes de servitud a Egipte
Algunes formes de servitud: 
- Issw: El terme issw va estar en ús a la VIª dinastia. És traduïble com «la meva propietat». Això significa que un servent, propietat d'un mestre té un paper especial en el servei funerari.[13]
- Bȝk : El terme bȝk és la forma més controvertida pel que fa a la seva traducció. Sembla ser més que un servent normal.[14] Tanmateix, una estela del Regne Antic d'Egipte descriu l'adquisició de Bȝk.w,[15] que demostra la possibilitat d'una transferència de propietat.
- Ḥm : El terme ḥm sembla atribuir-se principalment als presoners de guerra.[16]

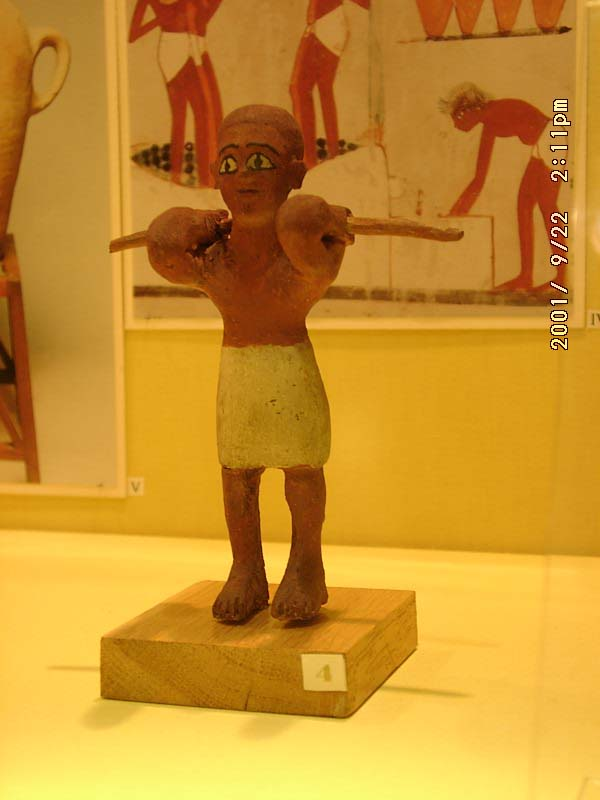
Estatueta d'esclau uixebti al museu de Belles Arts de Budapest

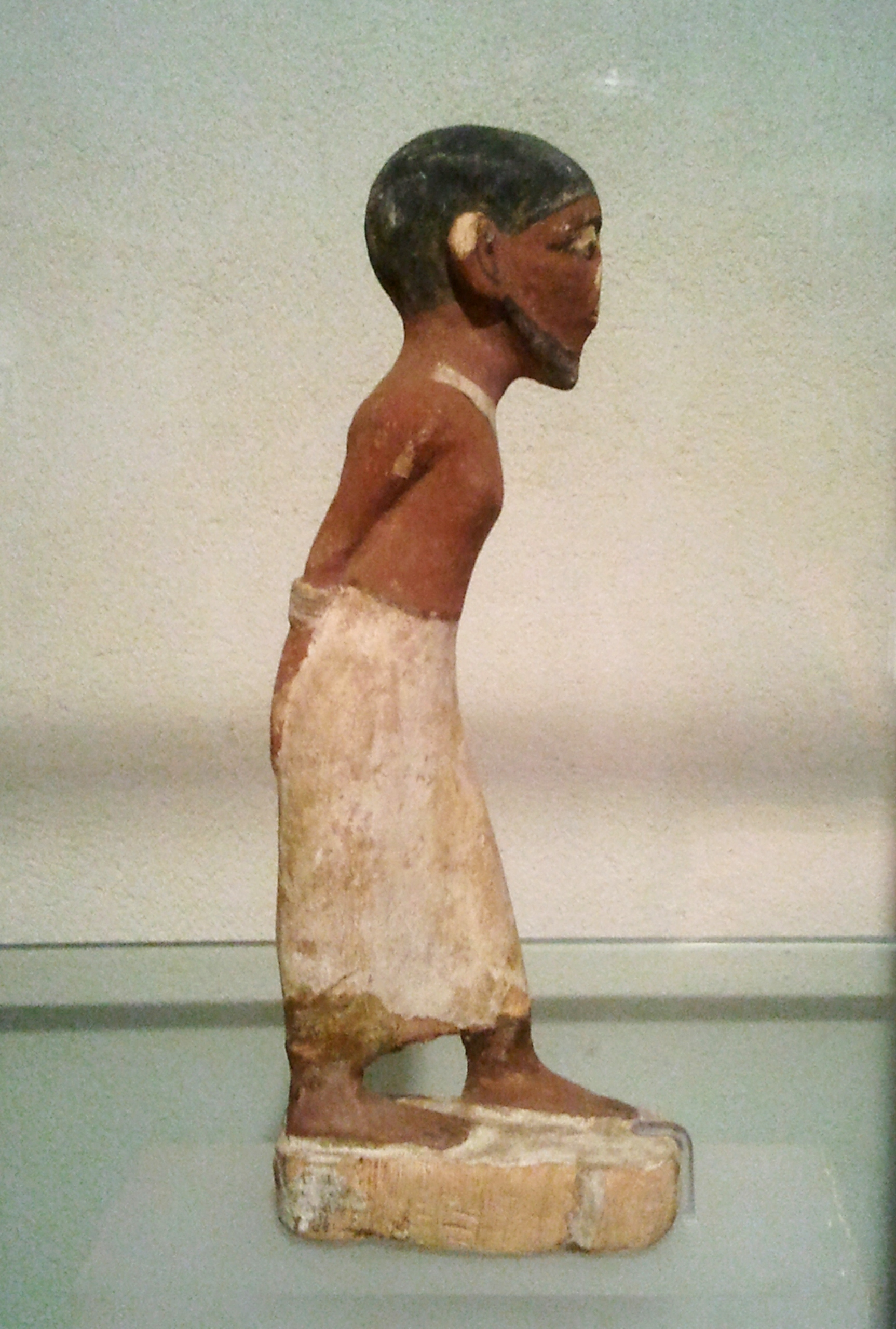
Figureta d'un esclau semita.

D'acord amb Lange-Schäfer, unes certes servituds podrien ser reconegudes per portar el collaret i braçalet verd, i en cas de fuga, podrien ser investigats i processats. Tanmateix, aquestes persones tenien drets: el matrimoni, la propietat... I en arribar el moment de casar-se una servent amb un home de la família o un altre empleat; en aquesta ocasió els mestres podien constituir un dot. En cas contrari també podia aconseguir una dona lliure per casar-se amb un servent.
Les tauletes d'argila de «contractes uixebtis» descriuen un sistema de servitud per deutes. Els uixebtis havien de treballar per pagar el seu deute. Això podia ser una còpia del sistema de servitud humana. Aquest sistema es troba a Deir al-Madinah, a la casa de les «esclaves femenines», nom amb el qual es coneix el grup de servents femenins de les cases particulars. La jornada de treball podia ser transferida, venuda o llegada. Amb la qual cosa el sistema de servitud a Egipte sembla més una treball forçat de grup que de persona.

## Treballs forçats i grans obres

### Durant el Regne Antic i Mitjà
El descobriment de casernes i d'un cementiri civil a prop de les piràmides de Khefren i Menkaure confirma la idea segons què els obrers en la construcció eren majoritàriament homes, alguns sotmesos un cop l'any (durant la crescuda del Nil) a treballs forçats, però que estaven ben tractats. És possible que part de l'explicació a aquesta diferència de tracte, en comparació amb altres civilitzacions coetànies, sigui el desenvolupament del dret individual egipci, molt superior a l'existent a l'Imperi Romà.
Al Regne Antic d'Egipte existia una forma de servitud temporal. Sota el nom de mrt, aquests homes podien quedar afectats pel treball. El decret de Coptos B descriu el cas de la llaurada dels terrenys del rei Min. Segons es diu en les inscripcions, "... que la Majestat de Mon Senyor havia permès concedir-me un camp (...) amb els mrt del meu dt i plens de bous, de cabres i d'ànecs", els mrt podien ser atorgats pel rei a les institucions o a particulars.
Al Regne Mitjà d'Egipte, el títol de mrt va desaparèixer però el sistema de servitud temporal va persistir, sobretot en el reclutament per les expedicions mineres. En aquesta època, va aparèixer el nom de Hsbw.

### Durant l'Imperi Nou

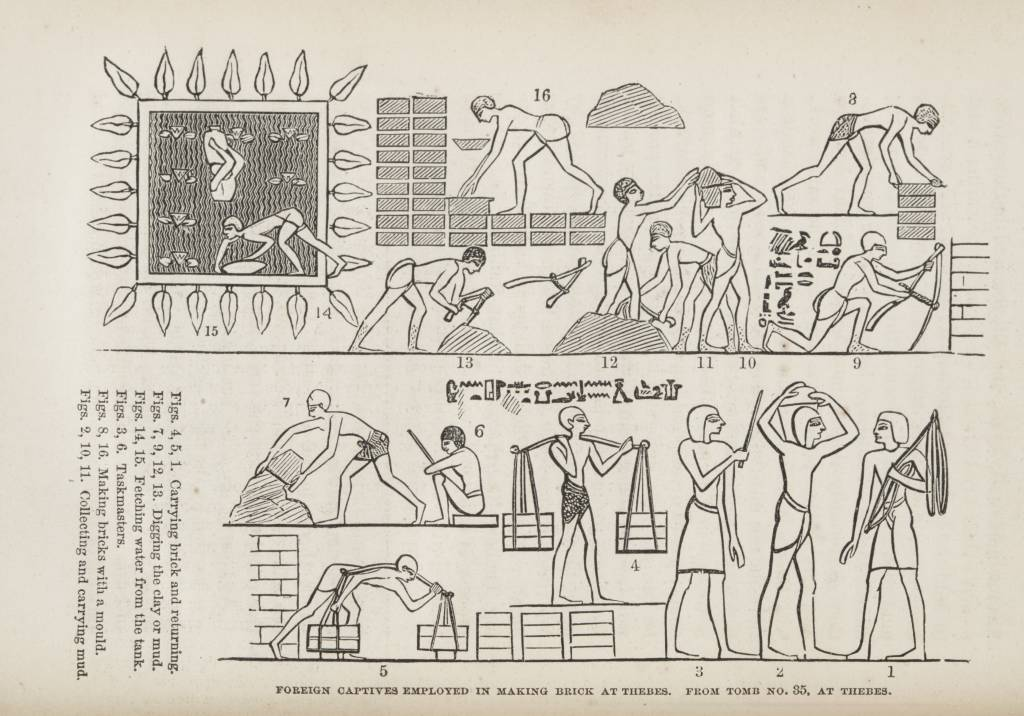
Representació d'obrers fabricant els maons - Tomba de Rekhmire

Les grans obres van ser fetes pels homes sota diverses formes de servitud.
La representació a la tomba del visir Rekhmire (aprox. 1450 / 1400 aC) mostra un grup de treballadors semites que construeixen junt amb treballadors d'Egipte un mur de maó. Aquest dibuix és interpretat com una demostració de la igualtat de condicions entre els dos grups i l'absència de l'esclavitud a l'antic Egipte. Christiane Desroches Noblecourt, va subratllar aquest punt en l'exposició sobre Tutankamon a París l'any 1967, on va ser l'organitzadora. Els treballadors de les grans obres també semblen que van ser ben tractats. Un text de Ramsès II (aprox. 1304 / 1213 aC.), dirigit als treballadors del districte d'Heliòpolis descriu la seva situació i els beneficis que tenien, deixant sense cap dubte com van ser mimats aquests treballadors.
Els treballadors a Deir al-Madinah (de la XVIII a la  XX dinastia), constructors de la Vall dels Reis, van formar una categoria a part. Mimats pel faraó i els seus funcionaris, els van atorgar habitatges individuals i van ser empleats i mantinguts pel faraó. La primera vaga dels treballadors de Deir al-Madinah l'any 29 de Ramsès III,que s'informa al Papir de la vaga, continua sent famosa.

## Servitud dels presoners de guerra
Les nombroses guerres lliurades pels exèrcits egipcis van aconseguir reunir molts presoners. Per tant, els escrits egipcis afirmen que Tutmosis III va capturar a la batalla de Megido, 340 presoners sense comptar els nombrosos servents homes i dones. Aquestes xifres, que pertany a la propaganda reial, no reflecteixen necessàriament els fets, sinó l'existència de captura de presoners.
| « | Sa Majestat estava furiós contra ell pròpiament com un guepard, Sa Majestat va llançar la seva primera fletxa que va donar contra el pit del vil enemic. […] Els seus servents van ser presos com a presoners vius. | » |

 "Presoners vius" és la traducció de ȝnḫ SQR, que etimològicament significa «viure ferit».
L'enemic capturat o bé podia ser traslladat a Egipte o, més excepcionalment, ser executat. Així, durant el regnat d'Amenhotep II, set líders sirians van ser executats. Els textos dels sarcòfags reflecteixen un temor a ser capturat i expressen que el seu destí podia ser reservat: «No estaràs malalt, no seràs fet presoner, no seràs ferit, no estaràs sota vigilància, no et posaran en el lloc de l'execució, on es posa als rebels.»
Els presoners de guerra podien ser enviats a Egipte i es troba indicat en documents els noms de les persones o els temples on van ser assignats per treballar. Aquests presoners podien ser marcats amb foc. Els que rebien noms egipcis, amb una marca de egiptenització i assimilació.
Els prínceps podien ser presos com a ostatges a Egipte. Sota el títol de ẖrd n kȝp, (fill de Kep), una vegada egiptenitzats van ocupar càrrecs d'alts funcionaris de l'administració egípcia o sobirans aliats d'Egipte.
Joseph Padró explica que els presoners de guerra capturats eren considerats part del botí, deportats a Egipte i obligats a treballar a les propietats estatals, essent coneguts amb el nom esclaus reials.